# Qiankou
Qiankou (kinesiska: 潜口) är en köping i östra Kina. Den ligger i stadsdistriktet Huizhou i staden Huangshan i provinsen Anhui, omkring 240 kilometer sydost om provinshuvudstaden Hefei. Antalet invånare är 11 927. Befolkningen består av 5 826 kvinnor och 6 101 män. Barn under 15 år utgör 12,0 %, vuxna 15-64 år 76 %, och äldre över 65 år 11,0 %.